# 静岡県看護協会
公益社団法人静岡県看護協会（こうえきしゃだんほうじんしずおかけんかんごきょうかい、英称：Shizuoka Nursing Association）は、静岡県知事所管の静岡県の看護師を会員とする公益法人。

## 本部所在地
〒422-8067 静岡県静岡市駿河区南町14-25 エスパティオ3階

## 訪問看護ステーション
- 訪問看護ステーション清水 
  - 〒424-0842 静岡県静岡市清水区春日1丁目2番12号 春日マンション1階
- 訪問看護ステーション大東
  - 〒437-1405 掛川市中897番地1
- 訪問看護ステーション掛川
  - 〒436-0083 掛川市薗ケ谷881番地1（掛川市東部地域健康医療支援センター内）
- 訪問看護ステーションいわた
  - 〒438-0077 磐田市国府台57番地1（旧市立病院管理棟内）